# Ulrich Krüger (Jurist, 1953)
Ulrich Krüger (* 2. März 1953) ist ein deutscher Jurist. Er war von 2003 bis 2018 Richter am Bundesfinanzhof, seit 2013 Vorsitzender Richter.

## Leben und Wirken
Krüger trat nach Abschluss seiner juristischen Ausbildung in den Justizdienst des Landes Hamburg ein und war elf Jahre Richter am Verwaltungsgericht Hamburg, bevor er Ende 1992 an das Finanzgericht Hamburg wechselte.
Nach der Ernennung zum Richter am Bundesfinanzhof im September 2003 wies das Präsidium Krüger dem VII. Senat zu, der neben Zoll- und Marktordnungsrecht in größerem Umfang für die Verbrauchsteuer-, das Haftungs- und Vollstreckungsrecht sowie das allgemeine Recht der Abgabenordnung und das Steuerberatungsrecht zuständig ist. Mit der Ernennung zum Vorsitzenden Richter übernahm Krüger den Vorsitz des Senates. Am 31. Oktober 2018 trat Krüger in den Ruhestand.